# John-Antoine Nau

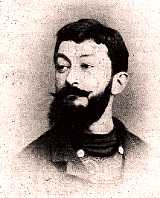
John-Antoine Nau

John-Antoine Nau (* als Eugène Léon Édouard Torquet 19. November 1860 in San Francisco; † 17. März 1918 in Tréboul) war ein französischer Schriftsteller. Er ist bekannt für seinen Roman Force ennemie von 1903, der im selben Jahr den ersten Prix Goncourt gewann.

## Leben
Nau (so sein späteres Pseudonym als Schriftsteller) wurde als Sohn eines französischen Ingenieurs und Geschäftsmanns geboren, der um 1845 nach Kalifornien auswanderte und 1864 an Typhus starb. Ursprünglich war er US-Amerikaner. Die Witwe kehrte mit drei Kindern 1866 nach Frankreich zurück. Nau war ab 1881 als zweiter Steuermann auf einem Dreimaster in der Karibik und später als Kaufmann in Kolumbien, Venezuela und New York. 1883 war er wieder in Frankreich und heiratete 1885. Ursprünglich wollte er mit seiner Frau nach Martinique auswandern, blieb aber aus familiären Gründen in Frankreich, wo er ein Wanderleben begann. 1897 erschien sein erster Gedichtband, den er auf eigene Kosten veröffentlichte, und 1903 sein erster Roman, als er in San Tropez lebte. Er lebte zeitweise in Spanien, Korsika, auf den Kanaren, Algerien. 1916/17 war er wegen des Krieges wieder in Paris und danach in der Bretagne.
Force ennemie handelt von einem Dichter Phillipe Veuly, der ohne dass er selbst genau weiß warum in einer Psychiatrischen Anstalt landet, offenbar von einem Verwandten eingewiesen. Er ist von den Stimmen eines Außerirdischen besessen. In der Anstalt verliebt er sich in eine Mit-Patientin und folgt dieser, als sie die Anstalt verlässt, um die Welt. Das Buch hat satirische Elemente und Elemente schwarzen Humors und gilt als frühe Science Fiction. Der Autor war damals kaum bekannt, er hatte nur einige Erzählungen in der La Revue Blanche veröffentlicht und auf eigene Kosten einen Gedichtband. Auch der Roman war kein Erfolg und war auch nicht rezensiert worden, da er ihn nicht zur Rezension eingeschickt hatte (er schrieb nicht um Geld zu verdienen, sondern war finanziell unabhängig). Joris-Karl Huysmans, der Präsident der Akademie Goncourt, hielt ihn jedoch für ein Meisterwerk.
Nau war von Gustave Flaubert beeinflusst. Er war mit Malern und Dichtern befreundet wie Apollinaire und Jean Royère (1871–1956), der auch postum einige seiner Werke publizierte.
Er übersetzte auch Dostojewski ins Französische (Journal d'un écrivain).
Einige seiner Werke wurden erst postum veröffentlicht.

## Schriften
Romane, Erzählungen:
- Ennemie force, 1903, wikisource (englische Ausgabe Enemy Force, Black Coat Press 2010)
- Le Prêteur d’amour 1905
- La Gennia, roman spirite hétérodoxe 1906, Neuauflage Paris: Austral 1996
- Cristóbal le poète 1912
- Thérèse Donati, mœurs corses 1921, Neuauflage Ajaccio 2003
- Les Galanteries d'Anthime Budin 1923
- Pilotins 1923
- Les Trois Amours de Benigno Reyes 1923
- Archipel caraïbe 1929

Gedichte:
- Au seuil de l’espoir 1897, Archive
- Le Jardin des jacinthes. Fleur de mirage. Poèmes 1901
- Hiers bleus, Paris: Vanier 1904
- Vers la fée Viviane. Errances. Côte d’émeraude Relu et corrigé 1905
- En suivant les goélands 1914, Archive
- Poèmes triviaux et mystiques 1924
- Poésies antillaises, Paris: Mourlot 1972 (Illustrationen Henri Matisse)

Briefe:
- Lettres exotiques 1933
- Lettres de Corse et de Bretagne 1949